# Tatort: Hundeleben
Hundeleben ist ein Fernsehfilm aus der Krimireihe Tatort. Es ist der 27. Fall des Ermittler-Teams Max Ballauf und Freddy Schenk und die 563. Tatortfolge. Der vom Westdeutschen Rundfunk und Colonia Media produzierte Beitrag wurde am 12. April 2004 auf Das Erste zum ersten Mal gesendet.

## Handlung
Die Ehefrau des Altenheimbewohners Kehl stirbt, nachdem die zuständige Ärztin Dr. Rose Lang des Seniorenstifts „Abendrot“ nicht auf den Notruf aus dem Zimmer des Ehepaars reagiert hat. Sie hatte sich in der Wäschekammer mit einem Pfleger vergnügt und konnte so den Notruf, der im Stationszimmer einging, nicht hören. Herr Kehl ist entsprechend wütend, schließlich hat er die letzten fünfzig Jahre mit seiner Frau gemeinsam verbracht, und nun hat man sie einfach sterben lassen.
Gerade jetzt liefert auch Freddy Schenk seine Großmutter gegen ihren Willen in das Seniorenstift ein. Noch am selben Abend wird Rose Lang erschlagen im Park des Altenheims aufgefunden. Ballauf und Schenk ermitteln und befragen zunächst das Personal, ohne einen brauchbaren Hinweis zu bekommen. Einziger Tatzeuge scheint der Hund des Opfers zu sein, um den Schenk sich nun kümmert. Als der Hund allerdings Ballaufs Autositze aus Langeweile anknabbert, soll er ins Tierheim. Doch Schenk bringt es nicht fertig, zumal ihn der Tierpfleger darin bestärkt, dass der Hund, wenn er den Täter gesehen haben sollte, auf ihn aggressiv reagieren dürfte.
Die Ermittler sehen sich in Dr. Langs Wohnung um und finden die Kopie eines Totenscheins einer vor kurzem verstorbenen Bewohnerin des Altenheims. Die Todesursache hat sie mit einem Fragezeichen versehen. Darauf angesprochen, reagiert die Chefin des Altenheims recht schroff und wiegelt ab. Auch das Pflegepersonal ist genervt, ständig befragt zu werden. Sie schaffen ihr Pflegepensum auch ohne diese Störungen kaum. Die Ermittler vermuten daher, dass sie den Bewohnern möglicherweise illegal Medikamente verabreichen, um sie ruhigzustellen. Sollte Dr. Lang das herausgefunden haben, könnte das durchaus ein Mordmotiv sein. So beantragen die Polizisten die Exhumierung der Bewohnerin, die vor Frau Kehl gestorben ist. Als kurze Zeit später der nächste Bewohner stirbt, bekommt Schenk Zweifel, ob es richtig war, seine Oma hier unterzubringen.
Ballauf und Schenk erhalten einen Hinweis auf einen Streit, den Dr. Lang mit einem Unbekannten hatte. Entsprechend wichtig nehmen sie den Fund von Scheinwerferglas vor dem Altenheim, das zu einem nicht sehr gängigen Wagentyp gehört. Der Halter ist schnell ermittelt: Thomas Kahane, ein windiger Geschäftsmann, der für seine Gewalttätigkeiten bekannt ist und dessen Frau im Altenheim „Abendrot“ arbeitet. Doch auch Tatjana Riegelsberger, eine der Pflegekräfte ist verdächtig, da ihr Mann sie mit Dr. Lang betrogen hat. Seltsamerweise sind auch die letzten Bewohner alle in ihrer Dienstzeit gestorben.
Die Obduktion der exhumierten Leiche ergibt tatsächlich eine Überdosis eines Medikaments. Ganz offensichtlich hat jemand nachgeholfen, unbequeme Heimbewohner ins Jenseits zu befördern. Sofort begeben sich Ballauf und Schenk zum Altenheim, wo gerade Tatjana Riegelsberger sichtlich überfordert einer dementen Bewohnerin ein Schlafmittel verabreicht hat. Da sie rechtzeitig dazu kommen, können sie verhindern, dass wieder eine Bewohnerin ermordet wird. Tatjana Riegelsberger gibt zu, in letzter Zeit tatsächlich etwas nachgeholfen zu haben, da sie „das alles nicht mehr ertragen kann.“
Während Ballauf und Schenk sinnieren, ob sie auch Dr. Lang getötet haben könnte, hören sie den Hund bellen. Er ist Schenk ins Altenheim gefolgt und bellt dort Herrn Kehl an, der verängstigt in einer Zimmerecke steht. Der gibt an, dass seine Frau der einzige Mensch war, der ihm noch etwas bedeutet hat, und Dr. Lang habe sie einfach sterben lassen. Er wird zusammen mit Tatjana Riegelsberger festgenommen. Schenk überrascht seine Oma damit, dass er ihr eine Wohnung gemietet hat und sie nicht länger in dem Altenheim bleiben muss.

## Hintergrund
Der Film wurde vom 5. Mai 2003 bis zum 5. Juni 2003 in Köln und Umgebung gedreht. Unter anderem war das Nikolauskloster bei Jüchen Kulisse für das Seniorenstift „Abendrot“. Die Idee und Vorlage stammten von Nina Hoger und Hardy Sturm, wobei Nina Hoger dann selber auch das Drehbuch schrieb.

## Rezeption

### Einschaltquoten
Die Erstausstrahlung von Hundeleben am 12. April 2004 wurde in Deutschland von 7,83 Millionen Zuschauern gesehen und erreichte einen Marktanteil von 22,4 Prozent für Das Erste.

### Kritiken
Torsten Wahl von der Berliner Zeitung urteilt recht verhalten: „Der Kriminalfall wird dabei vom Motiv 'Leben im Altenheim' bald in den Hintergrund gedrängt und vernachlässigt. Die Zustände dort scheinen überzeichnet, immerhin zeigt Anneke Kim Sarnau als überforderte Pflegerin eine beeindruckende Leistung. Dagegen wirken die älteren Darsteller meist unterfordert, ihre Figuren oft kindisch.“
Rainer Tittelbach von tittelbach.tv schreibt dagegen anerkennend: „Die Qualitäten dieses 'Tatorts' mögen mitunter auf Kosten der finalen Krimi-Spannung gehen, viele Szenen von 'Hundeleben' sind aber so augenblicksstark und intensiv, dass gewiss selbst der größte Krimifan zwischendurch Mord und Totschlag vergessen dürfte.“
Die Kritiker der Fernsehzeitschrift TV-Spielfilm urteilen wie folgt: „Kompliment an Nina Hoger für ihr Drehbuchdebüt: Der Fall über den ganz normalen Wahnsinn des Pflegenotstands ist spannend, humorvoll, und er nimmt sein Thema ernst. [Fazit:] Am Puls der Zeit: Die Alten machen's noch!“

### Trivia
Freddy Schenks Dienstwagen ist dieses Mal ein Muscle Car, nämlich ein '71er Dodge Charger Super Bee (K-C 28).